# L'Incroyable Vérité (film, 1963)
Pour les articles homonymes, voir L'Incroyable Vérité.
Série
Cette chienne de vie
(1962)
Pour plus de détails, voir Fiche technique et Distribution.
L'incroyable Verité (Mondo cane 2) est un film documentaire mondo italien réalisé par Gualtiero Jacopetti et Franco Prosperi, sorti en 1963.
Comme les titres originaux le suggèrent, il peut être considéré comme la suite de Cette chienne de vie (Mondo cane), sorti en 1962. 

## Synopsis
Le film consiste en une série de petits documentaires sur les différentes pratiques culturelles à travers le monde : Nouvelle-Guinée, Allemagne, Singapour, Portugal, Australie, Amérique et autres. Il montre entre autres des scènes violentes de cannibalisme, vivisection, lynchage, croque-morts, travestis, chasse aux alligators, rites religieux, déviations sexuelles, trafic de cheveux et exploitation d'enfants handicapés.

## Fiche technique
- Titre français : L'Incroyable Vérité[1]
- Titre original : Mondo cane 2
- Réalisation : Gualtiero Jacopetti, Franco Prosperi
- Scénario : Franco Prosperi, Gualtiero Jacopetti
- Narrateur : Stefano Sibaldi - Henning Skaarup - Peter Ustinov
- Musique : Nino Oliviero
- Photographie : Antonio Climati, Benito Frattari
- Montage : Gualtiero Jacopetti
- Producteur : Federiz
- Pays d’origine :  Italie
- Langue : Italien
- Colonne sonore : Hungarian Rhapsody N° 2, Franz Liszt
- Genre : Documentaire
- Durée : 100 minutes
- Dates de sortie :  
  - Italie : 30 novembre 1963
- Film interdit aux moins de 16 ans